# Wallfahrtskirche Mariä Himmelfahrt (Dorfen)

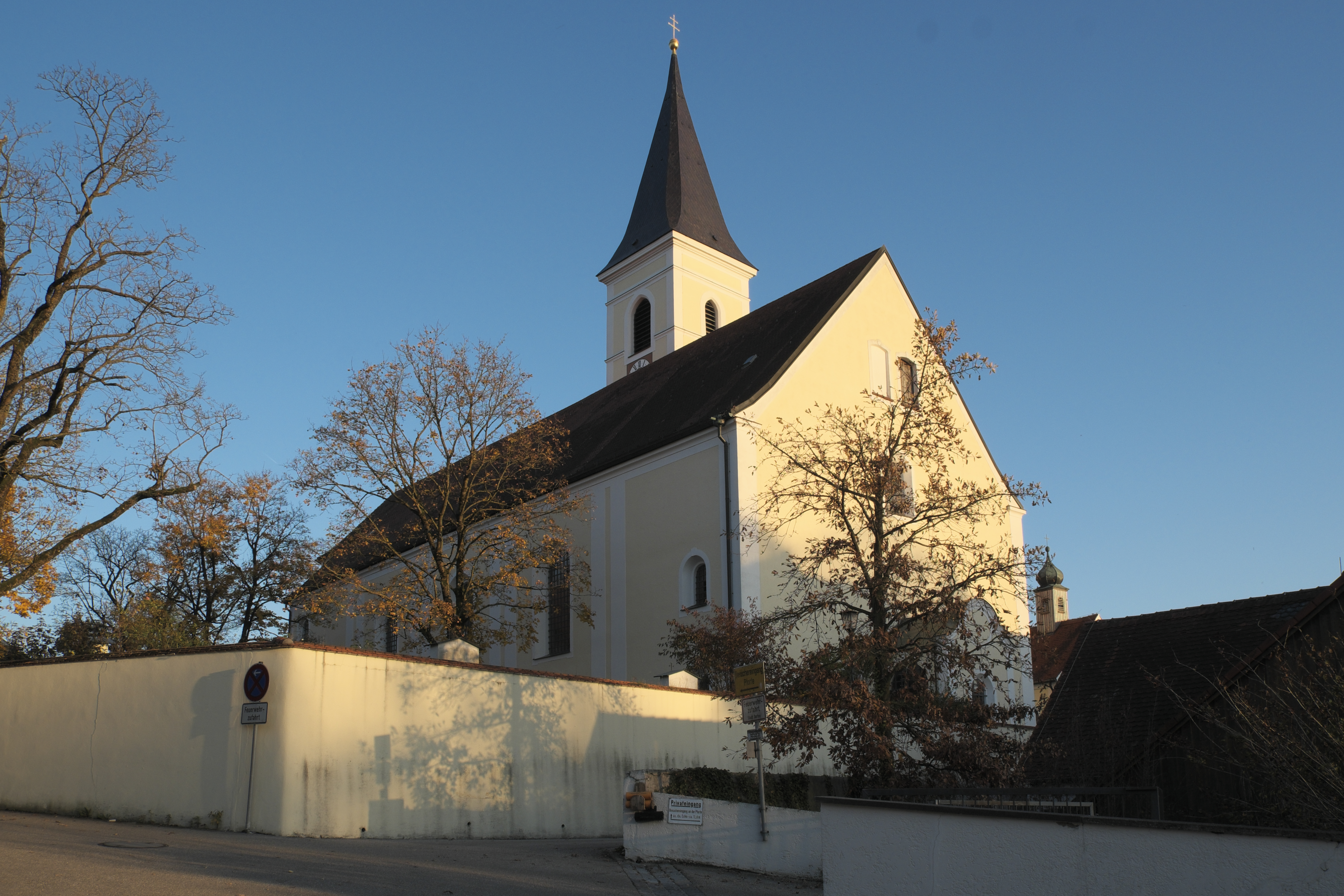
Kirche Mariä Himmelfahrt

Die Wallfahrts- und Stadtpfarrkirche Mariä Himmelfahrt Dorfen auf dem Ruprechtsberg über Dorfen ist ein fast kompletter Neubau von 1784. Nach Einsturz des Langhausgewölbes im Jahr 1782 erfolgte unter Einbeziehung des spätgotischen Chors und Turmunterbaus ein Wiederaufbau durch Mathias Rösler. Es entstand ein frühklassizistischer Wandpfeilerbau von 54 Meter Länge.

## Kirchen- und Wallfahrtsgeschichte

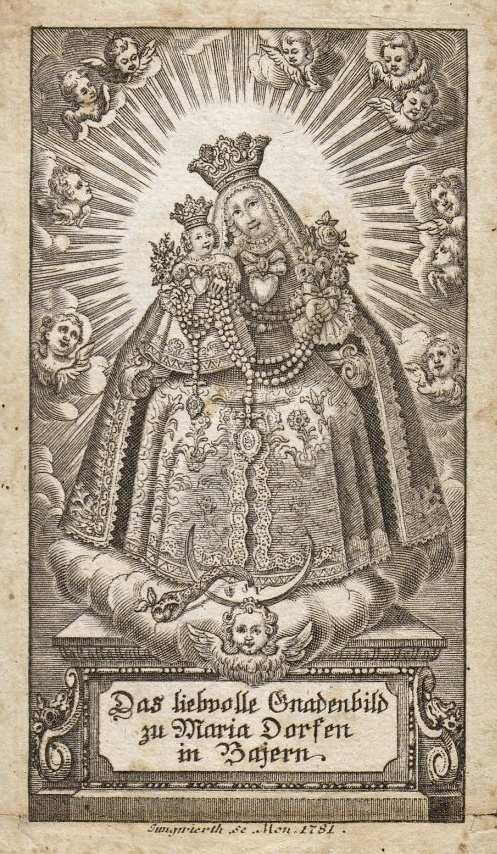
Gnadenbild Maria Dorfen, Stich, 1781

Im Hochmittelalter stand an gleicher Stelle eine Marienkapelle, die zwischen 1400 und 1470 durch die große spätgotische Hallenkirche ersetzt wurde. Von Anbeginn an war Dorfen eine Filiale der Pfarrei Oberdorfen. Die ersten Wallfahrten zur Muttergottes nach Dorfen dürften schon im 15. Jahrhundert eingesetzt haben. Sicheres darüber gibt es jedoch erst seit 1632, da frühere Aufzeichnungen im Dreißigjährigen Krieg verlorengegangen sind. Die oberhirtliche Bestätigung des wundertätigen Marienbildes war im Jahre 1707. Da der rasant ansteigende Pilgerzustrom nur von einer großen Zahl Priester bewältigt werden konnte, entstand 1717 bis 1719 im Westen der Wallfahrtskirche ein Priesterhaus, zwischen 1775 und 1804 war dort auch ein Teil des Freisinger Priesterseminars untergebracht. Im letzten Drittel des 18. Jahrhunderts erreichte die Wallfahrt ihren Höhepunkt: an die vier Millionen Wallfahrer kamen zum heiligen Berg Dorfens, zuweilen zweitausend an einem Tag. Im Jahr 1785 empfingen 58.000 Pilger in Dorfen die Kommunion, zwischen April und November wurden 5.400 Messen gelesen.
1782 stürzte das Langhaus der Kirche ein. Daraufhin wurde die Kirche unter Einbeziehung des spätgotischen Chors und Turmunterbaus von Mathias Rösler als frühklassizistische Hallenkirche wieder aufgebaut. Das Kirchengebäude wurde am 24. Oktober 1790 von Fürstbischof Johann Konrad von Schroffenberg geweiht, der sich auf einer Firmreise befand. Nach der Säkularisation 1803 ließ der Zustrom an Pilgern stark nach. 1813 wurde Dorfen zur eigenständigen Pfarrei, mit den Filialen Marktkirche St. Vitus, Pestkirche St. Sebastian, St. Andreas Kleinkatzbach, St. Peter und Paul Hampersdorf, St. Johannes d. T. Jaibing, St. Jakobus Jakobrettenbach, St. Nikolaus Staffing sowie der mittlerweile abgebrochenen Hl. Blut Rinning. 
Von 1953 bis 1957 war Georg Ratzinger Kooperator, Organist und Kapellmeister der Dorfener Kirchengemeinde.

## Ausstattung

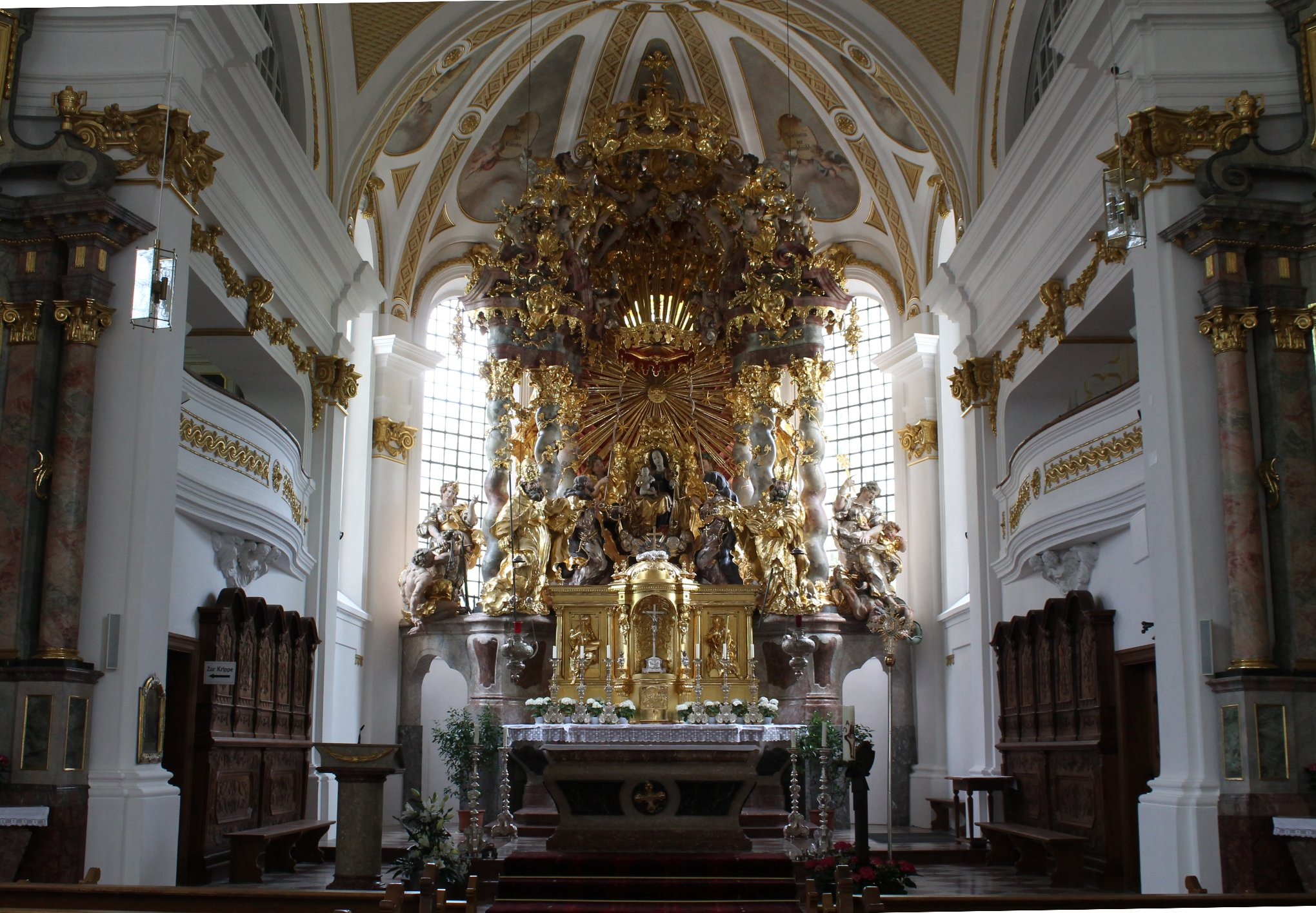
Altar

Das Innere, dreiachsig durch kräftige Kompositwandpfeiler und Kappengewölbe raumgestaltet, wird geprägt von dem sparsamen Stuck und den Deckenfresken von 1786 sowie dem spätbarocken Hochaltar. An den Wandpfeilern sind hervorragende Figuren der zwölf Apostel (teilweise von Christian Jorhan dem Älteren) angebracht. Die Deckenfresken, die Johann Huber malte, zeigen von der Empore zum Chor Engelskonzert, Geburt Mariä, Mariä Heimsuchung, Darstellung Jesu im Tempel sowie (im Chor) Mariä Aufnahme in den Himmel und fünf Anrufungen aus der Lauretanischen Litanei. Die beiden in Blau gehaltenen Seitenaltäre mit Altarblättern von Josef Huber sind den Heiligen Johann Nepomuk und Bischof Nikolaus gewidmet; auf deren Leuchterbänken stehen Silberbüsten des hl. Joachim und der hl. Anna. Die klassizistische Stuckmarmor-Kanzel stammt von Franz Schussmann aus Erdingen. Bedeutendstes Kunstwerk, obwohl nur eine Rekonstruktion, ist der Hochaltar. Der originale Spätbarockaltar, 1740/49 nach einem Entwurf von Egid Quirin Asam aus dem Jahr 1728 errichtet, wurde bis auf den unteren Bereich 1868 durch einen Historismus-Altar ersetzt. Pfarrer Hermann Eigner ließ 1963 bis 1971 den Asam-Altar rekonstruieren, in den wie seit dem Mittelalter das Gnadenbild einbezogen ist.

## Orgeln

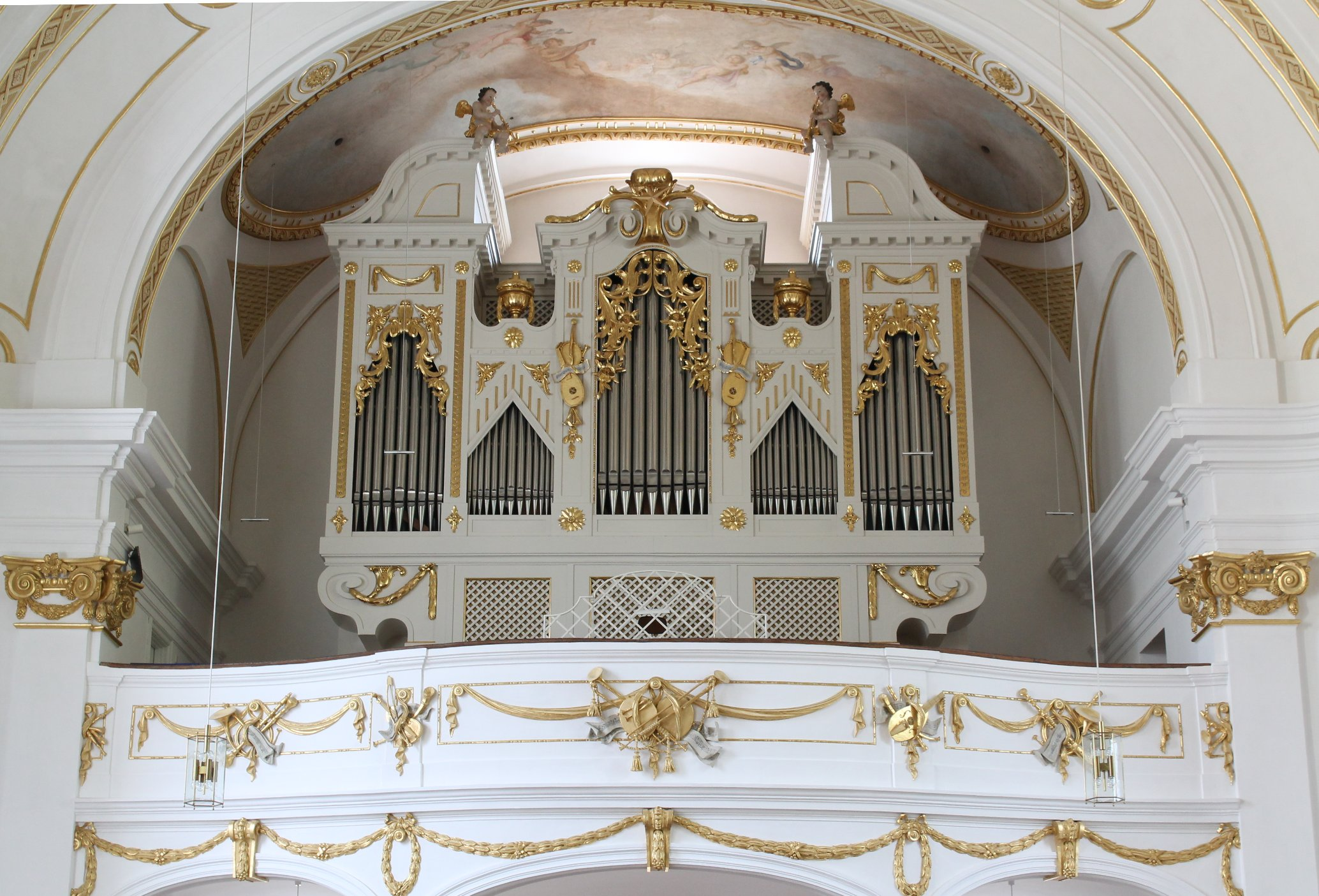
Hauptorgel

### Hauptorgel
Die erhaltene Orgel wurde 1964 von Orgelbau Zeilhuber gebaut und hatte 34 Register auf drei Manualen und Pedal. Im September 2013 wurde sie durch die Orgelbauer Andreas Utz (Regensburg) und Christoph Weber (Landshut) restauriert, umdisponiert und erweitert. An Ostern 2014 wurde sie wieder eingeweiht. Sie verfügt heute über 40 Register, verteilt auf drei Manuale und Pedal. Auch ein neuer Spieltisch wurde gebaut und das Schwellwerk erhielt eine neue Dämmung. Die Spiel- und Registertrakturen sind elektrisch. Die Disposition lautet wie folgt:
| I Hauptwerk C–g3 |        |
| Großgedackt      | 16′    |
| Prinzipal        | 8′     |
| Voce umana       | 8′     |
| Rohrflöte        | 8′     |
| Oktave           | 4′     |
| Schweizerpfeife  | 4′     |
| Quinte           | 2 ⁄3′  |
| Waldflöte        | 2′     |
| Terz             | 1 3⁄5′ |
| Mixtur V         | 1 ⁄3′  |
| Trompete         | 8′     |

| II Positiv C–g3 |       |
| Gedackt         | 8′    |
| Koppelflöte     | 4′    |
| Prinzipal       | 2′    |
| Spitzquinte     | 1 ⁄3′ |
| Sifflöte        | 1′    |
| Zimbel III      | 1⁄2′  |
| Krummhorn       | 8′    |

| III Schwellwerk C–g3 |       |
| Bordun               | 16′   |
| Bordun               | 8′    |
| Holzflöte            | 8′    |
| Weidenpfeife         | 8′    |
| Vox coelestis        | 8′    |
| Ital. Prinzipal      | 4′    |
| Blockflöte           | 4′    |
| Nasat                | 2 ⁄3′ |
| Schwiegel            | 2′    |
| Rauschpfeife III     | 2′    |
| Oboe                 | 8′    |
| Tremulant            |       |

| Pedal C–f1     |         |
| Prinzipalbass  | 16'     |
| Subbass        | 16′     |
| Quintbass      | 10 2⁄3′ |
| Oktavbass      | 8′      |
| Pommer         | 8′      |
| Choralbass     | 4′      |
| Flachflöte     | 2′      |
| Pedalmixtur II | 2 ⁄3′   |
| Bombarde       | 16′     |
| Fagott         | 8′      |
| Feldtrompete   | 4′      |

- Koppeln: II/I, III/I, III/II, I/P, II/P, III/P
- Neben- und Effektregister: Zimbelstern, Tremulant
- Spielhilfen: 4096-fache Setzerkombination, Tutti, Sequenzer, Crescendowalze, Generalabsteller

### Chororgel

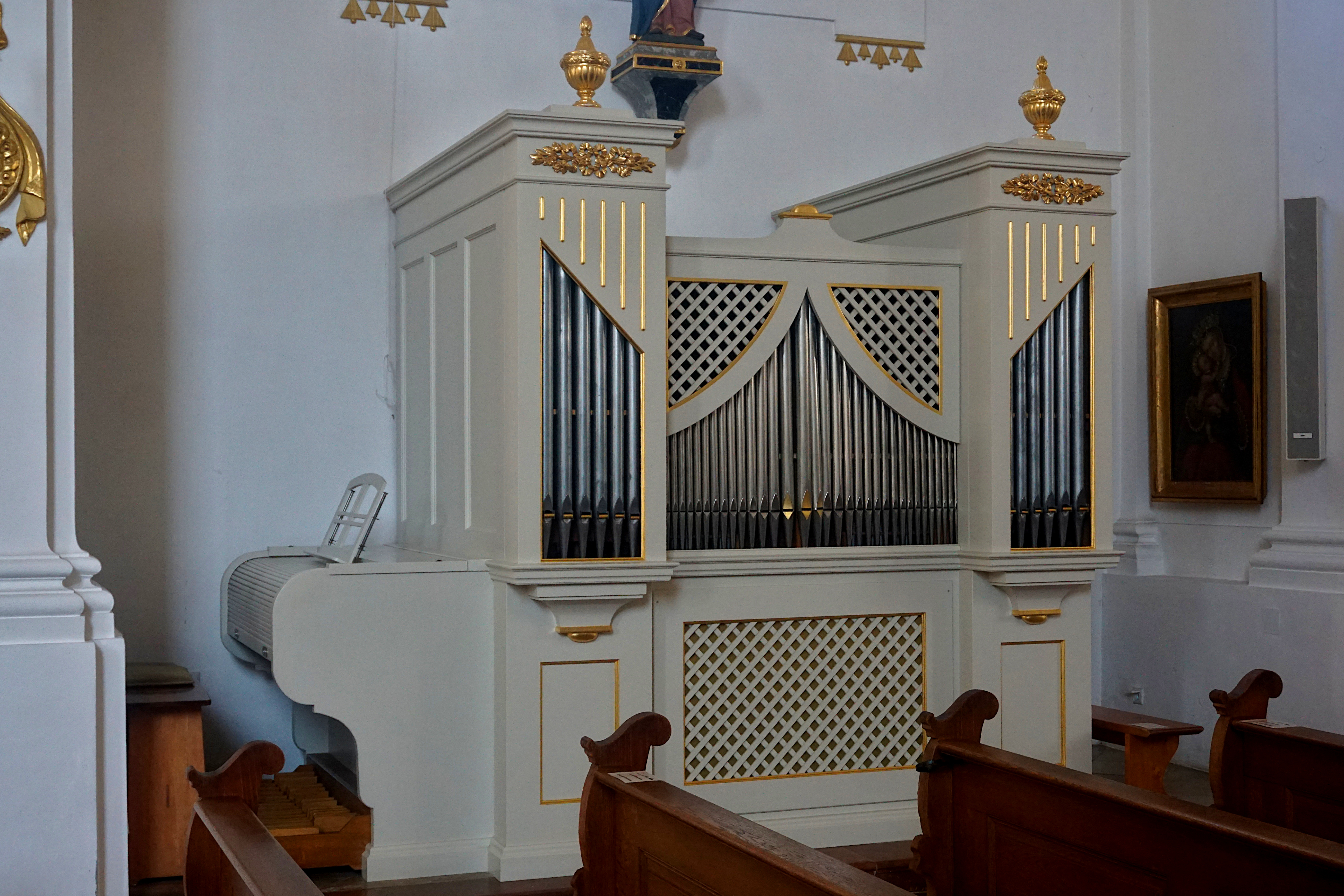
Chororgel von Stahlhuth

Vor dem Altarraum befindet sich eine Chororgel der Orgelbauanstalt Stahlhuth aus den 1950er Jahren mit zehn Registern, die 1998 nach Dorfen übertragen wurde. Die Trakturen sind elektropneumatisch. Die Chororgel wurde 2013 zusammen mit der Hauptorgel renoviert. Die Disposition lautet:
| I Hauptwerk C– |       |
| Holzgedackt    | 8′    |
| Prinzipal      | 4′    |
| Rohrnasard     | 2 ⁄3′ |
| Mixtur IV      | 1′    |

| II Oberwerk C– |       |
| Quintade       | 8′    |
| Rohrflöte      | 4′    |
| Oktave         | 2′    |
| Sifflöte       | 1 ⁄3′ |

| Pedal C–   |     |
| Subbaß     | 16′ |
| Rohrpfeife | 4′  |

- Koppeln: II/I, I/P, II/P
- Spielhilfen: eine freie Kombination, Tutti, Sperrventil für alle Register

## Glocken
Im Turm hängen sechs Glocken, von denen die fünf großen nach dem Zweiten Weltkrieg 1949 vom Bochumer Verein in Schlagtonfolge c1 – d1 – e1 – g1 – a1 aus Stahl gegossen wurden. Die kleinste Glocke mit Schlagton c2 ist historisch, aus Bronze und stammt aus dem Jahr 1795.

## Bauten im Umkreis der Kirche

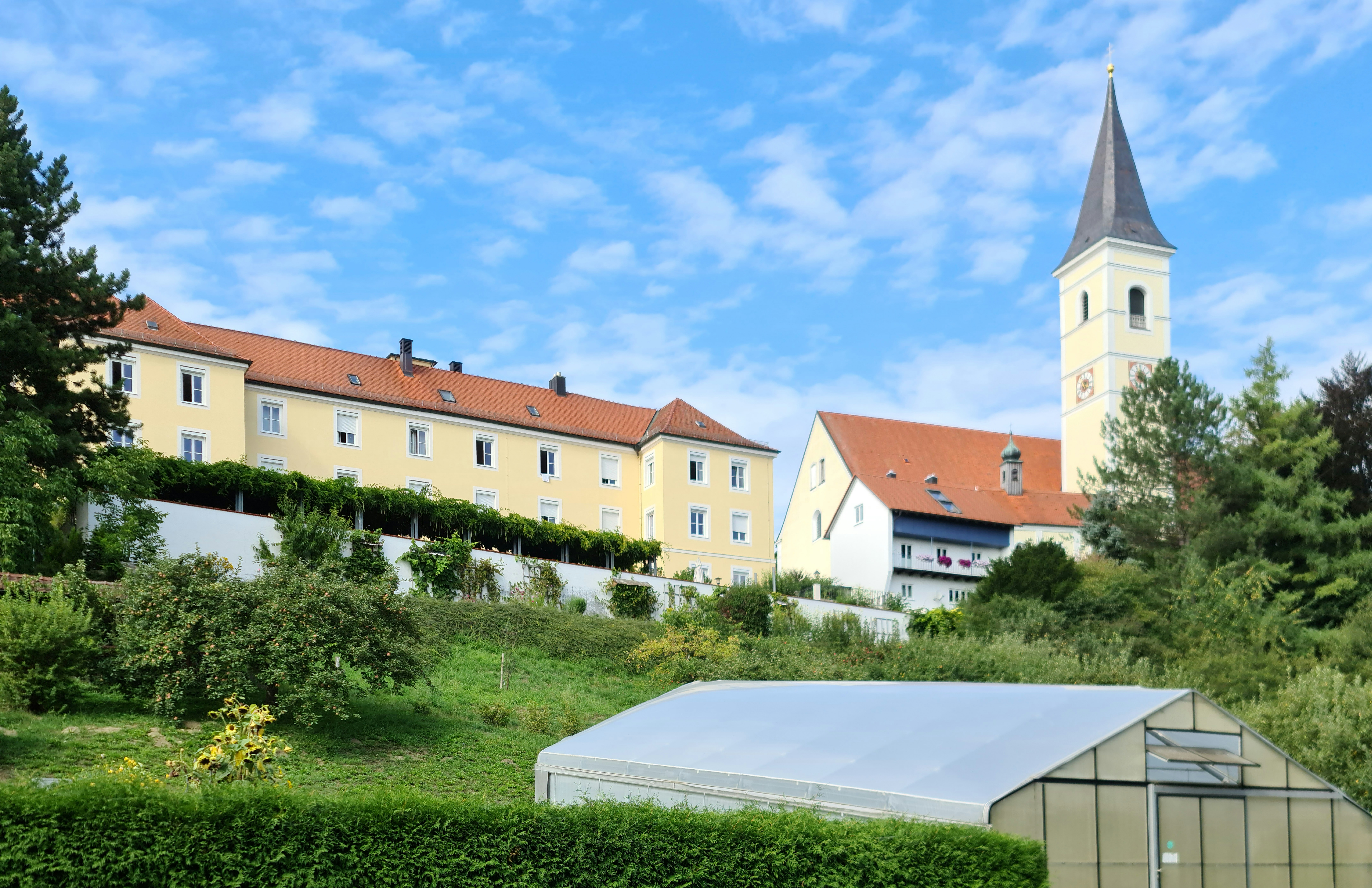
Pfarrkirche mit Schwestern-Ruheheim von Südwesten

- Kapelle des Schulterwunden-Christus, südlich neben der Pfarrkirche gelegen, ist ein spätbarocker Bau von 1715. Die Kapelle hatte im Osten beim heutigen Eingang, wie alte Ansichten zeigen, einen 3/8-Schluss. Im Innern befinden sich die Figuren des ehem. neuromanischen Hochaltars der Pfarrkirche. → Hauptartikel: Schulterwundenkapelle (Dorfen)
- Ehem. Priesterseminar (Schwestern-Ruheheim), wenige Meter westlich der Wallfahrtskirche von 1717 bis 1719 unter der Leitung von Ph. Lindmayer als Petrinerinstitut errichtet. Durch den Ausbau von 1775 bis 1778 wurde es zu einer stattlichen Vierflügelanlage mit integrierter großer Hauskapelle. Zwischen 1956 und 1975 kam im Südwesten noch ein großer Erweiterungsbau hinzu. Die Kapelle St. Peter und Paul ist 1778 im frühen Rokokostil ausgestattet mit einem sehenswerten Hochaltar, der die Taufe Christi darstellt, assistiert von Peter und Paul. Seit 1914 ist der Bau im Besitz des Ordens der Armen Schulschwestern von Unserer Lieben Frau, der dort ein Schwestern-Ruheheim eingerichtet hat.
- Pfarrhof, 60 Meter östlich gelegen, ist ein entsprechend der Bedeutung der Pfarrkirche großer Neubarockbau von 1914.

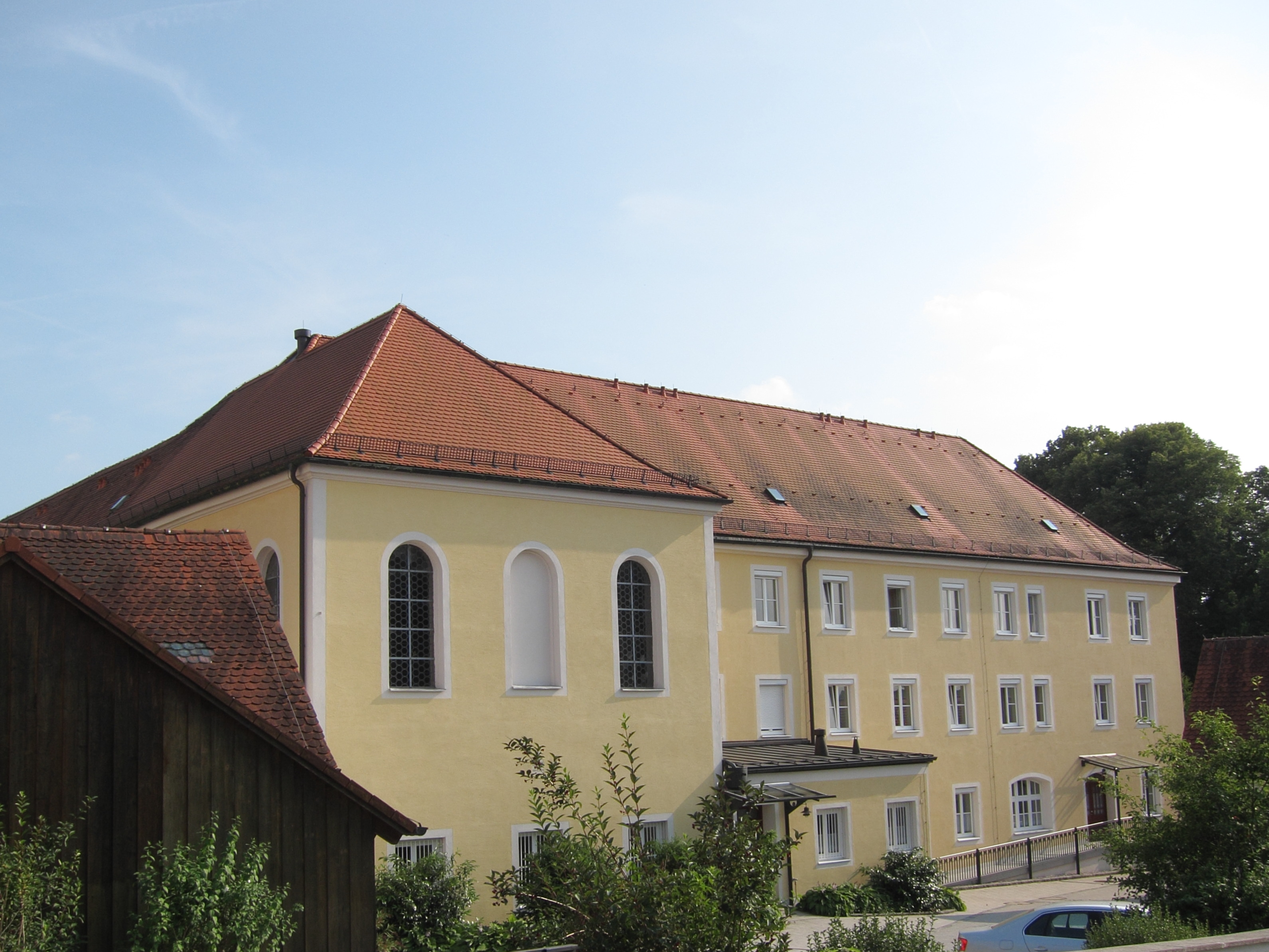
Ehem. Priesterseminar-Nordseite
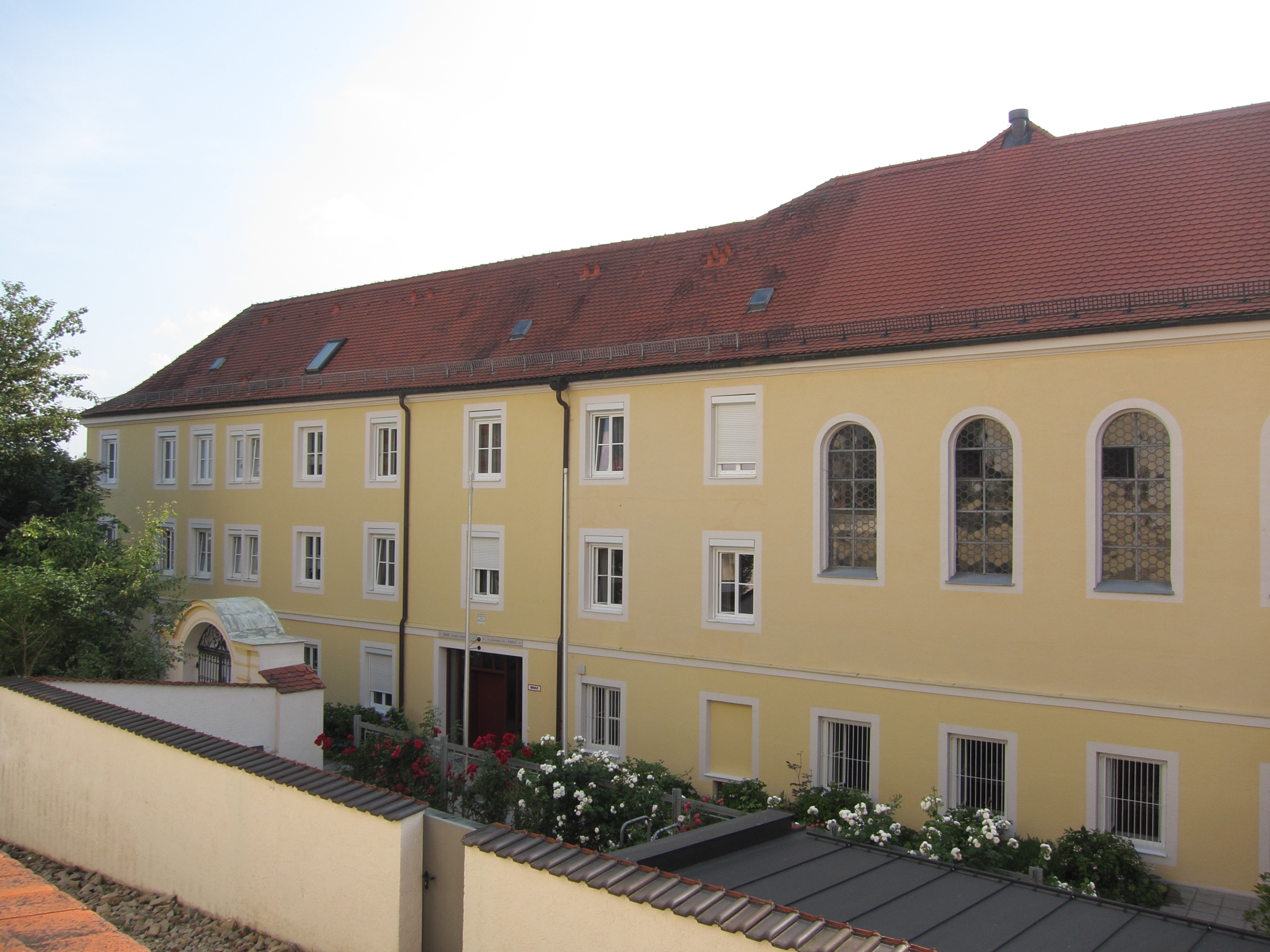
Ehem. Priesterseminar-Ostseite
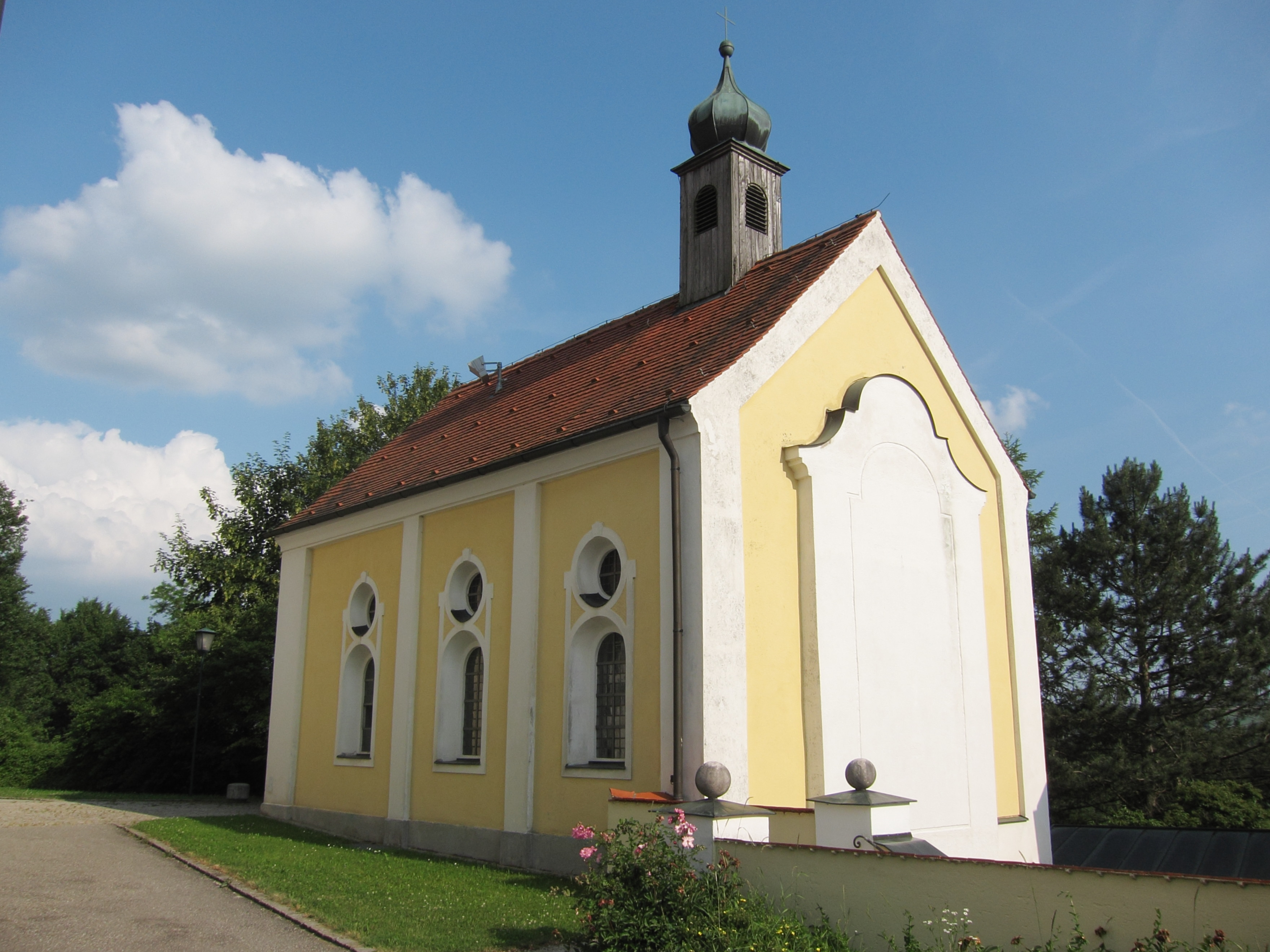
Kapelle des Schulterwunden-Christus
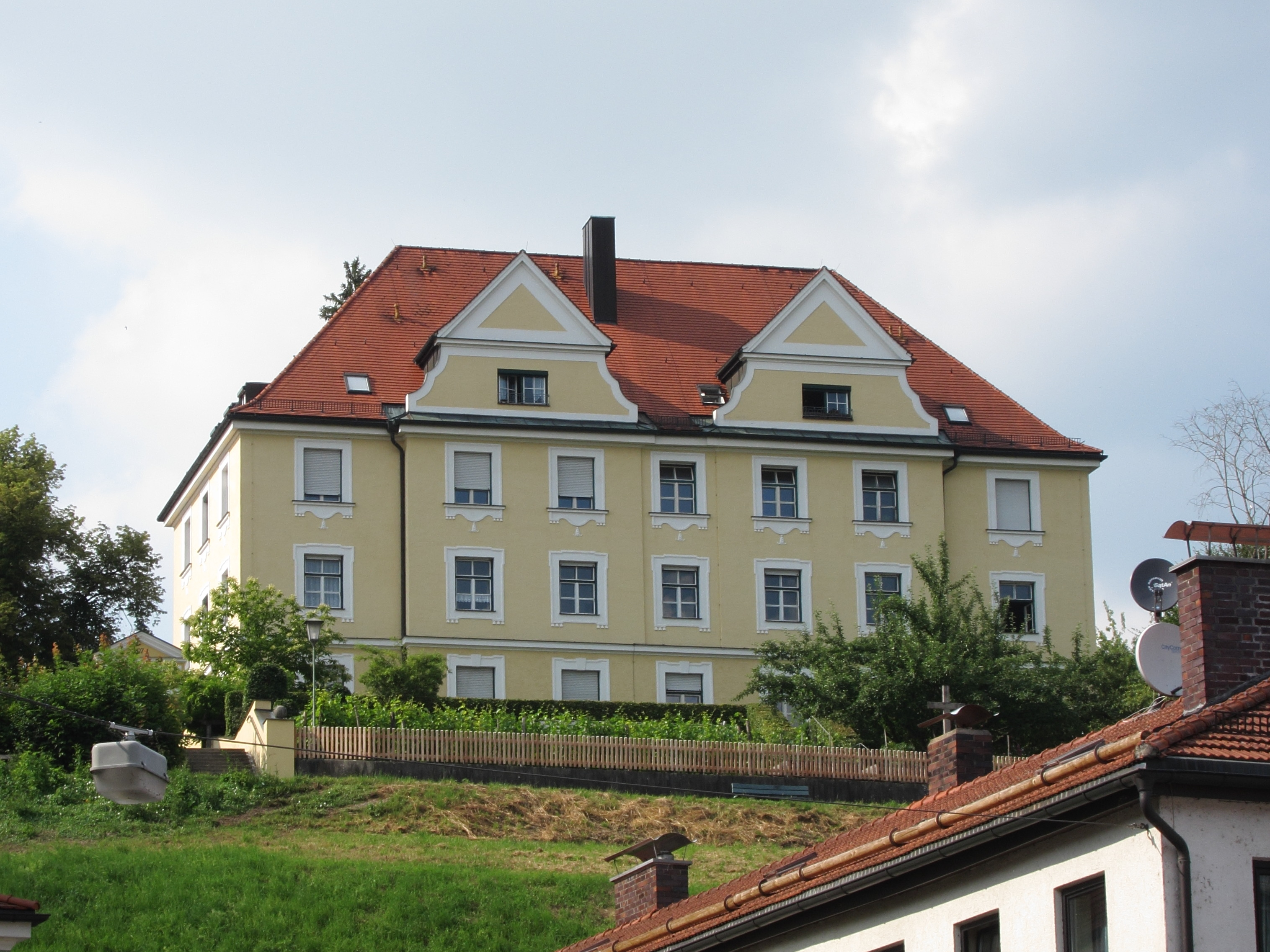
Pfarrhof